# Tropidophis nigriventris
Tropidophis nigriventris är en kräldjursart som beskrevs av den amerikanske herpetologen Joseph Randle Bailey 1937. Tropidophis nigriventris är en orm som ingår i släktet Tropidophis, och familjen Tropidophiidae.

## Underarter
Arten delas in i följande underarter:
- T. n. nigriventris
- T. n. hardyi

## Utbredning
T. nigriventris är en art som är förekommer endemiskt på Kuba.